# 1895 az irodalomban
Az 1895. év az irodalomban.

## Megjelent új művek
- Joseph Conrad angol író első regénye: Almayer's Folly (Almayer légvára)
- Anton Csehov
  - 1890. évi utazásának 23 fejezetes összefoglalója könyv alakban: Szahalin (Остров Сахалин). Előzőleg az 1–19. fejezet megjelent folytatásokban a Russzkaja Miszl c. folyóirat 1893. október – 1894. július számaiban
  - Három év (Три года), kisregény
  - Anna a férje nyakán (Анна на шее), elbeszélés
- Antonio Fogazzaro olasz író regénye: Piccolo mondo antico (Egykori kis világ)
- Theodor Fontane regénye, az Effi Briest publikálása folytatásokban (1894–1895)
- André Gide regénye: Mocsarak (Paludes)
- Thomas Hardy utolsó befejezett regénye: Lidércfény (Jude the Obscure)[1]
- Vicente Blasco Ibáñez spanyol író: Flor de mayo (Májusi virágzás)
- Rudyard Kipling: The Second Jungle Book, az előző évben megjelent A dzsungel könyve folytatása
- Dmitrij Szergejevics Merezskovszkij orosz író regénye: Смерть богов. Юлиан Отступник (Az istenek halála. Julianus Apostata); az író regénytrilógiájának első darabja[2]
- Bolesław Prus A fáraó (Faraon) című regényének első közlései folytatásokban (1895–1896); könyv alakban: 1897
- Henryk Sienkiewicz regénye, a Quo vadis folytatásokban; könyv alakban: 1896
- Jules Verne regénye: Az úszó sziget (L’Île à hélice)
- H. G. Wells sci-fi regénye: Az időgép (The Time Machine)

### Költészet

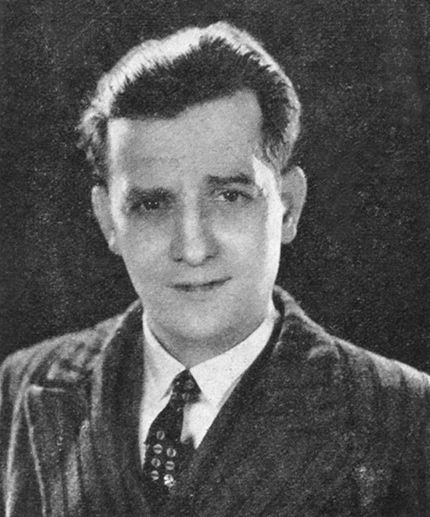
Marcel Pagnol

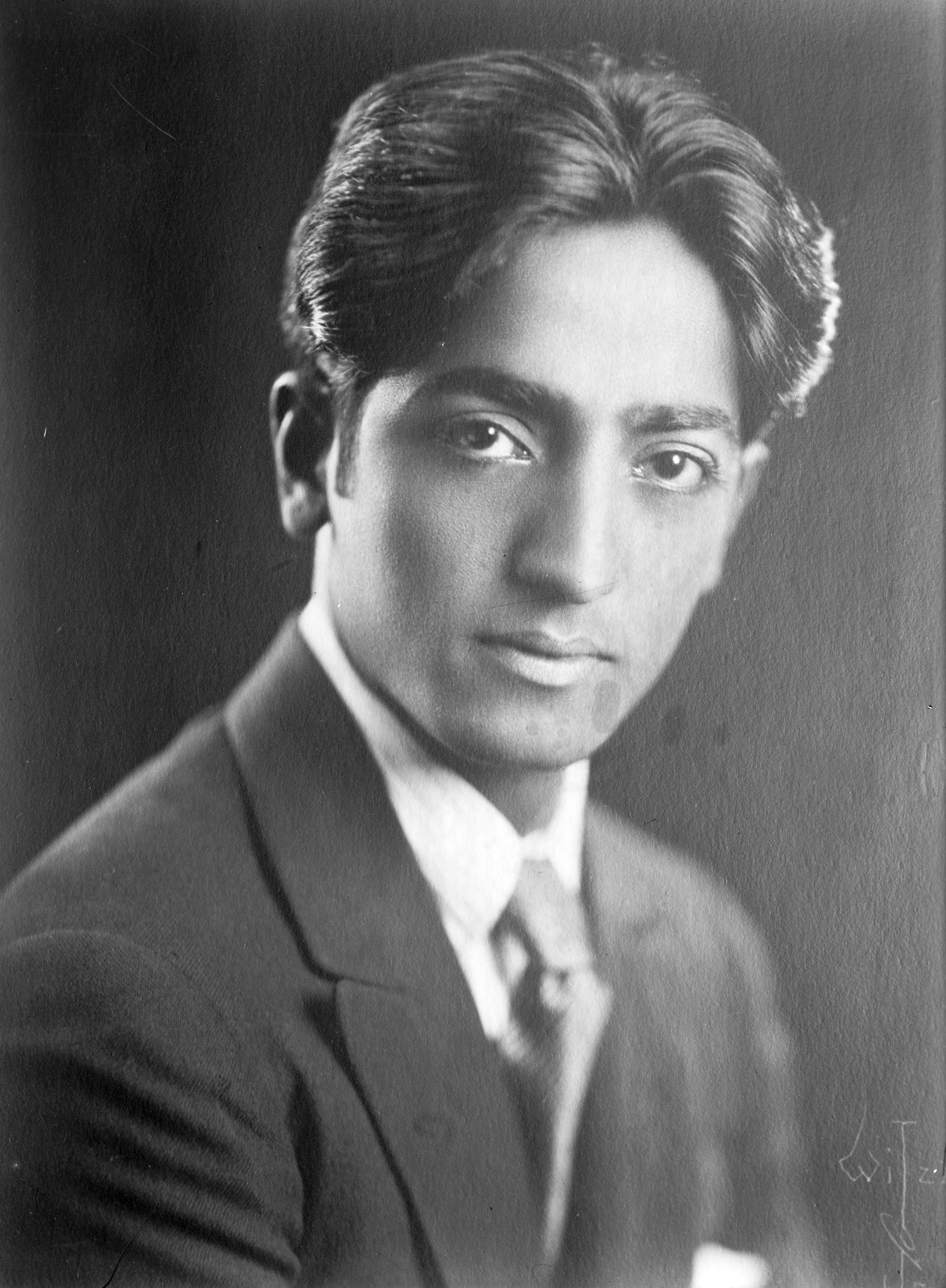
Dzsiddu Krisnamúrti

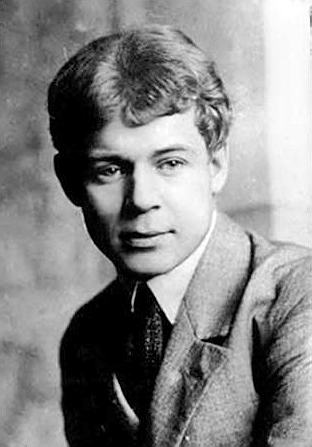
Szergej Jeszenyin

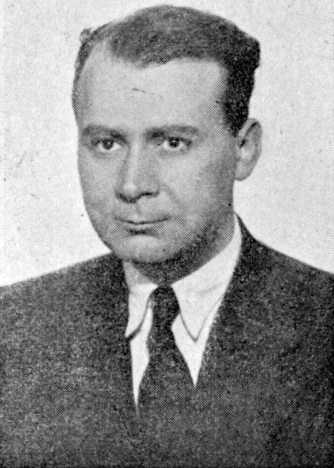
Lucian Blaga

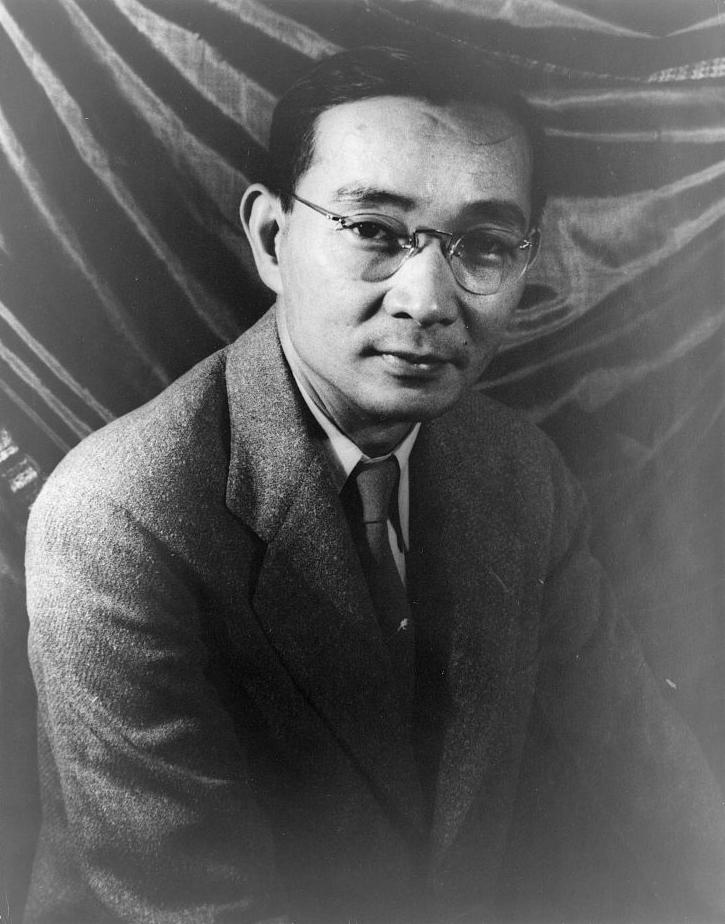
Lin Jü-tang

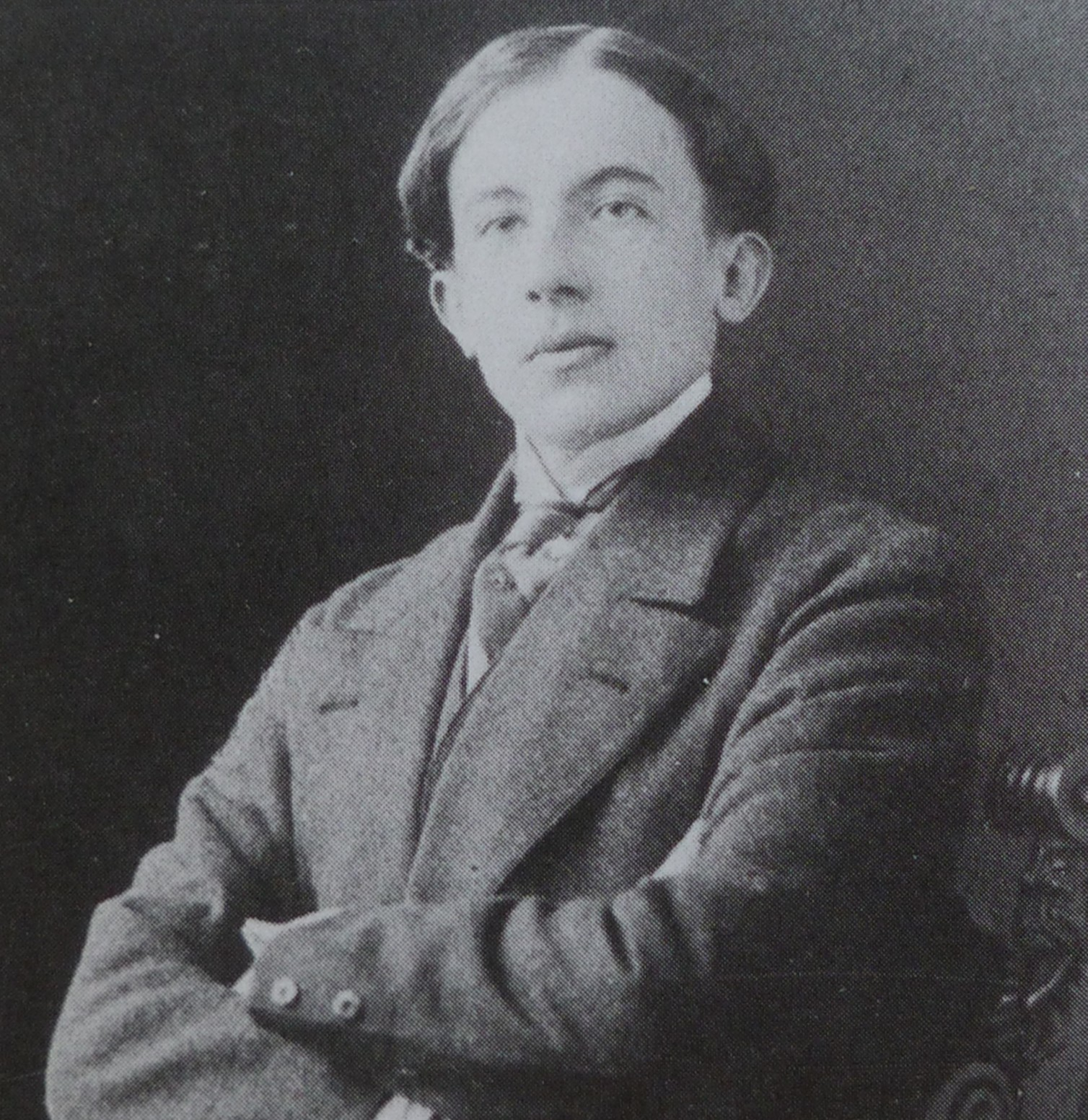
Paul Éluard

- Svatopluk Čech cseh költő kötete: Písně otroka (A rabszolga dalai)
- Maironis litván költő versciklusa: Pavasario balsai (Tavaszi hangok)
- Arthur Rimbaud összes versei: Poésies complètes, posztumusz
- Émile Verhaeren verseskötete: Les Villes tentaculaires

### Dráma
- Knut Hamsun norvég író darabja: Ved rigets port (A birodalom kapujában)
- Arthur Wing Pinero angol színész és drámaíró színdarabja: The Notorious Mrs. Ebbsmith (A hírhedt Mrs. Ebbsmith),[3] bemutató márciusban
- Cuboucsi Sójó japán szerző darabja: Kiri hitoha (A császárfalevél)
- Megjelenik Frank Wedekind tragédiája: A föld szelleme (Erdgeist); folytatása a Pandora szelencéje (Die Büchse der Pandora, 1904)
- Oscar Wilde vígjátékai:
  - Az ideális férj (An Ideal Husband), bemutató; megjelenik 1899-ben
  - Bunbury (The Importance of Being Earnest), bemutató; [az angol cím – szójáték, jelentése: 'Annak fontossága, hogy komoly vagy Ernő legyen az ember']

### Magyar nyelven
- Gárdonyi Géza: Göre Gábor bíró úr könyvei (tíz kötet, 1895–1899)
- Herczeg Ferenc: A Gyurkovics-fiúk (elbeszélés-gyűjtemény)
- Justh Zsigmond regényei:[4]
  - Fuimus
  - Gányó Julcsa
- Mikszáth Kálmán:
  - Szent Péter esernyője (regény)
  - Beszterce ostroma. Egy különc ember története (regény)
- Komjáthy Jenőnek halála napján jelenik meg egyetlen verseskötete: A homályból
- Reviczky Gyula: Összes költeményei

## Születések
- február 28. – Marcel Pagnol francia író, drámaíró, forgatókönyvíró, filmrendező († 1974)
- március 30. – Jean Giono francia író, elsősorban a Franciaország provence-i régiójában játszódó regényeiről ismert († 1970)
- május 9. – Lucian Blaga román filozófus, költő, író, dramaturg, műfordító († 1961)
- május 12. – Dzsiddu Krisnamúrti indiai filozófus, író, teozófus († 1986)
- július 24. – Robert Graves angol költő, regényíró, kritikus, műfordító († 1985)
- szeptember 21. – Szergej Jeszenyin orosz lírai költő († 1925)
- október 10. – Lin Jü-tang kínai író, művei és klasszikus kínai művek fordításai nagyon népszerűek lettek Nyugaton († 1976)
- november 3. – Eduard Bagrickij orosz,szovjet költő, műfordító, drámaíró († 1934)
- december 14. – Paul Éluard francia költő († 1952)

## Halálozások
- január 26. – Komjáthy Jenő költő, a 19. század végén a magyar líra egyik megújítója (* 1858)
- március 5. – Nyikolaj Leszkov orosz író (* 1831)
- április 30. – Gustav Freytag német író (* 1816)
- november 27. – Ifj. Alexandre Dumas francia próza- és drámaíró (* 1824)